# Nezumia kamoharai
Nezumia kamoharai és una espècie de peix de la família dels macrúrids i de l'ordre dels gadiformes.

## Morfologia
- Els mascles poden assolir 38 cm de llargària total.[5][6]

## Hàbitat
És un peix bentopelàgic d'aigües profundes.

## Distribució geogràfica
Es troba a la badia de Sagami (Japó).